# آشیکاگا یوشی‌کاتسو

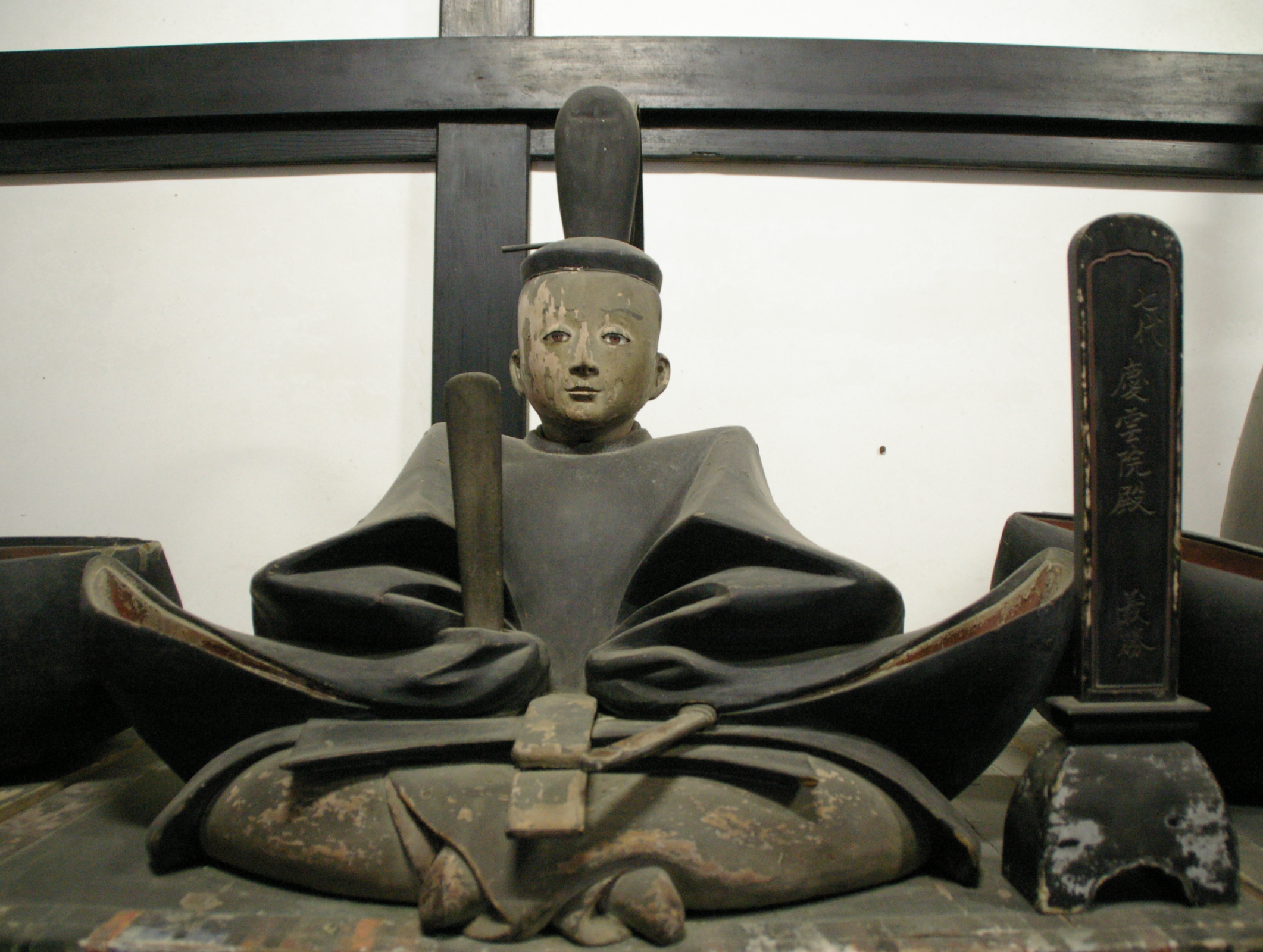
آشی‌کاگا یوشی‌کاتسو

آشیکاگا یوشی‌کاتسو (به ژاپنی: 足利 義勝 Ashikaga Yoshikatsu)
(۱۴۳۴–۱۴۴۳) هفتمین شوگون در شوگون‌سالاری آشیکاگا بود که از سال ۱۴۲۹ تا ۱۴۳۴ میلادی حکمرانی کرد. او پسر بزرگ ششمین شوگون آشیکاگا یوشی‌نوری بود. بعد از او برادر وی به نام آشیکاگا یوشی‌ماسا به مقام شوگونی رسید.